# Rhabdomastix filata
Rhabdomastix filata là một loài ruồi trong họ Limoniidae. Chúng phân bố ở miền Cổ bắc.